# Sven Timner
Sven Allan Timner, född Nilsson 17 augusti 1935 i Tomelilla, död 30 mars 2005 i Höör, var en svensk skådespelare.

## Biografi
Timner var son till massör Nils Allan Nilsson och hans hustru Anna Stina, född Timner. Han utbildades vid Dramatens scenskola. Senare var han anställd vid bland annat Helsingborgs stadsteater och Upsala-Gävle stadsteater.
Han var gift med Lis Kaarsberg från 1962.

## Filmografi
| År   | Roll                 | Produktion              | Noter                   |
| ---- | -------------------- | ----------------------- | ----------------------- |
| 1971 | Bruksbokhållaren     | Den byxlöse äventyraren | Tv-serie Avsnitt 2      |
| 1984 | Journalisten         | Svenska brott           | Tv-serie Hammarbymordet |
| 1991 | Kriminalkommissarien | Guldburen               | Tv-serie Avsnitt 2      |

## Teater

### Roller
| År   | Roll               | Produktion                                                               | Regi                      | Teater                   |
| ---- | ------------------ | ------------------------------------------------------------------------ | ------------------------- | ------------------------ |
| 1967 | Den tjocke         | På villande hav (Na pełnym morzu) Sławomir Mrożek                        | Lars Göran Carlson        | Helsingborgs stadsteater |
| 1967 | Piquoiseau         | Marius Marcel Pagnol                                                     | Lars Göran Carlson        | Helsingborgs stadsteater |
| 1968 | Adjutanten Läkaren | Den kaukasiska kritcirkeln (Der kaukasische Kreidekreis) Bertolt Brecht  | Håkan Ersgård             | Helsingborgs stadsteater |
| 1968 | Stuart Wheeler     | Hallå där! (Say Who You Are) Keith Waterhouse och Willis Hall            | Håkan Ersgård             | Helsingborgs stadsteater |
| 1968 | Brodern            | Din stund på jorden Vilhelm Moberg                                       | Per Sjöstrand             | Helsingborgs stadsteater |
| 1968 |                    | Kung Ubu (Ubu-roi) Alfred Jarry                                          | Lars Göran Carlson        | Helsingborgs stadsteater |
| 1968 |                    | SOS eller Sanningen om säkerheten Tore Zetterholm                        | Lars Göran Carlson        | Helsingborgs stadsteater |
| 1968 | Magnus             | Den verklige kommissarie Schäfer (The Real Inspector Hound) Tom Stoppard | Lars Göran Carlson        | Helsingborgs stadsteater |
| 1968 | Ingenjör Plannertz | Kvartetten som sprängdes Birger Sjöberg                                  | Sandor Györbiro           | Helsingborgs stadsteater |
| 1969 | Lundgren           | Symptom Johan Löfmark och Bengt Bratt                                    | Lars Göran Carlson        | Helsingborgs stadsteater |
| 1969 |                    | Sandlådan Kent Andersson och Bengt Bratt                                 | Lars-Levi Læstadius       | Helsingborgs stadsteater |
| 1969 | Sonsonen           | Karol Sławomir Mrożek                                                    | Lars-Levi Læstadius       | Helsingborgs stadsteater |
| 1969 | Inspektorn         | Hans nåds testamente Hjalmar Bergman                                     | Runar Schauman Kaj Ahnhem | Helsingborgs stadsteater |
| 1970 | Vladimir           | I väntan på Godot (En attendant Godot) Samuel Beckett                    | Lars-Levi Læstadius       | Helsingborgs stadsteater |

## Bilder

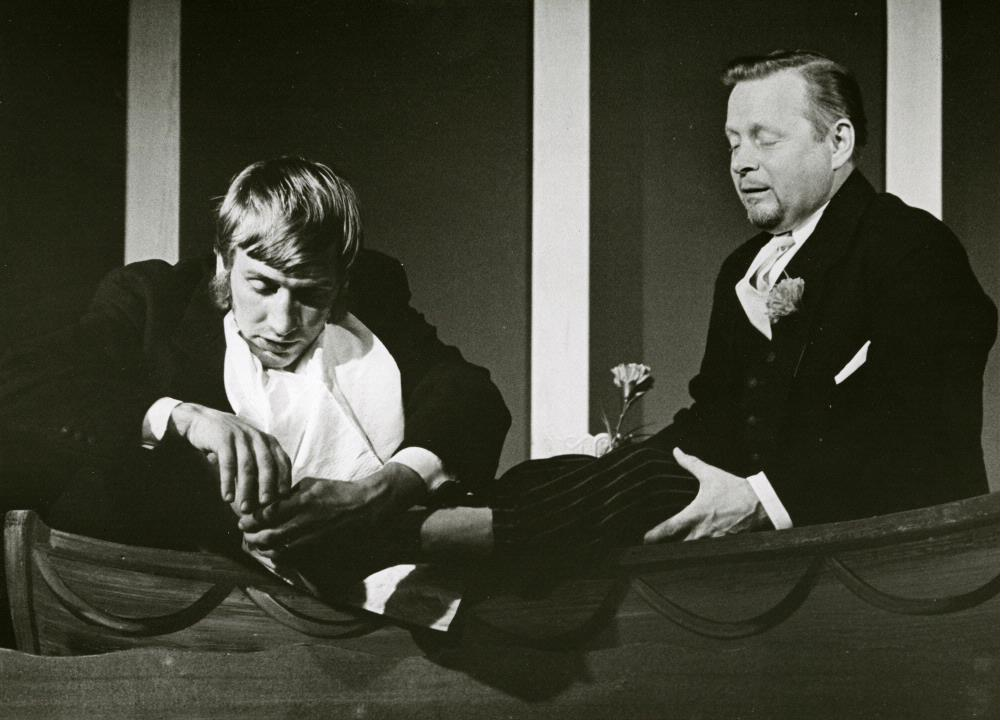
Sven Timner och Nils Åsblom i På villande hav på Helsingborgs stadsteater 1967.